# Egresi Vilma
Egresi Vilma (Budapest, 1936. május 7. – Budapest, 1979. január 7.) egyszeres olimpiai és kétszeres Európa-bajnoki bronzérmes, világbajnoki ezüstérmes magyar kajakozó. Asszonyneve Hecker Gerhartné volt. 

## Pályafutása
1953 és 1961 között a Budapesti Építők kajakozója volt. 1954 és 1961 között magyar válogatott. Ebben az időszakban egy világbajnoki ezüstérmet, két Európa-bajnoki bronzérmet, valamint egy olimpiai bronzérmet szerzett. Tizenhétszeres magyar bajnok. Az Építők után az MTK sportolója lett. Később a Magyar Olimpiai Bizottság tagja volt. 